# 10601 Hiwatashi
10601 Hiwatashi (1996 UC) là một tiểu hành tinh vành đai chính được phát hiện ngày 16 tháng 10 năm 1996 bởi A. Nakamura ở Kuma Kogen.